# Виделка

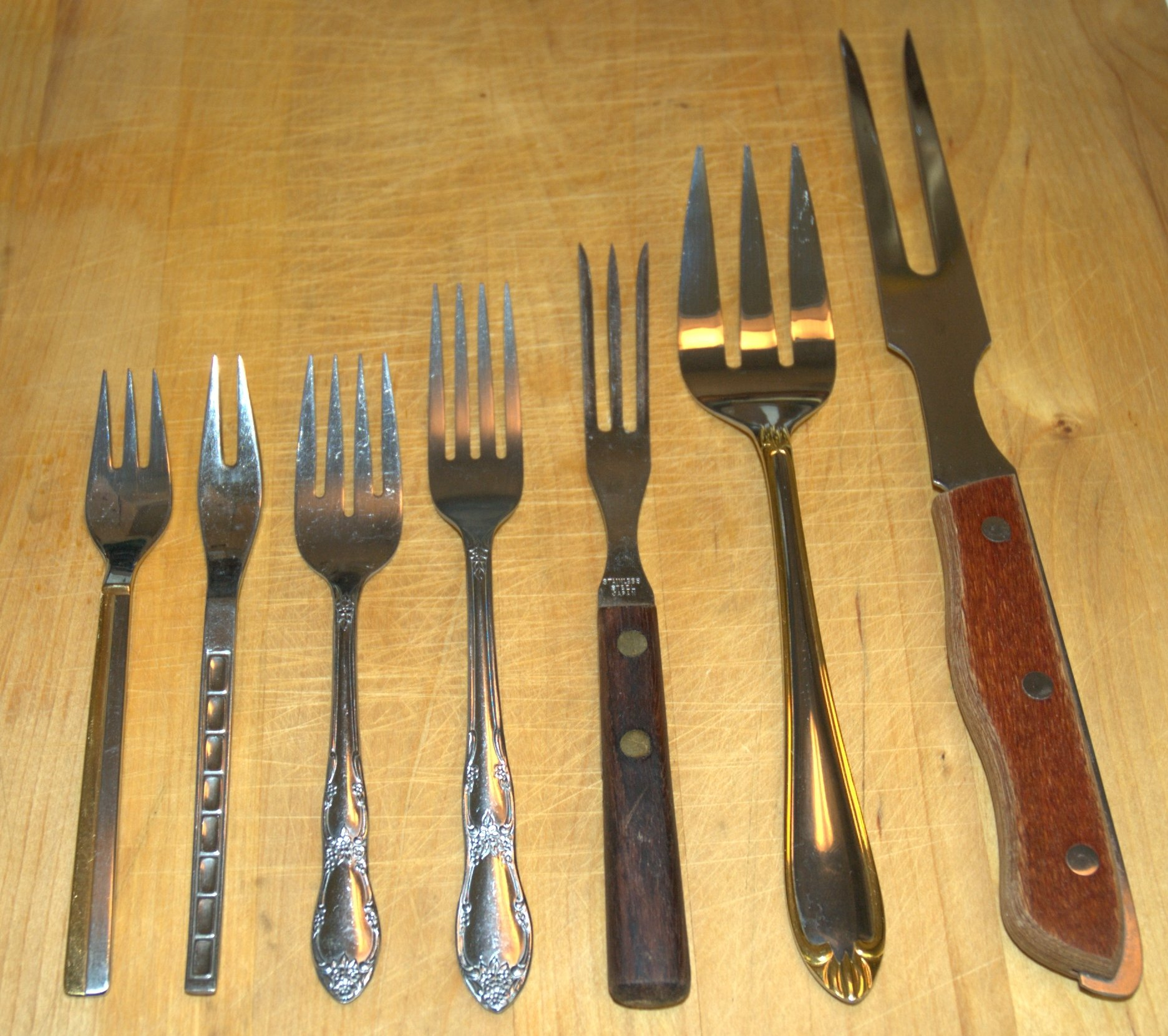
Різноманітні виделки. Зліва направо: десертна виделка, виделка для закусок, виделка для риби, обідня виделка, виделка для холодних закусок, сервірувальна виделка, розбиральна (транжирна) виделка

Виде́лка, рідше ви́лка (д.-рус. вила < прасл. *vidla) — столове приладдя з ручкою, що має два, або більше загострених зубців.
Широко використовується для приготування страв, а також під час їжі для утримання або перенесення окремих частин їжі. Спочатку вилка з'явилася на Заході, тоді як у Східній Азії користувалися переважно паличками для їжі. Проте в наш час виделки набули поширення в усьому світі. Кількість зубців протягом часу змінювалася від одного (XI ст.) до чотирьох (початок XX ст.).
Слово виделка походить від пол. widelec (від widły — «вила»), закінчення «-ка» замість «-ець» пояснюють впливом слова «вилка».

## Історія
До винаходу виделки більшість жителів Заходу використовували для приймання їжі тільки ложку та ніж, тому в основному їжу вживали руками. Аристократи іноді воліли тримати по ножу в кожній руці — один для розрізання, другий — для перенесення їжі з посудини до рота.
Вперше виделки згадуються у Старому Заповіті — у «Першій книзі Самуїла», яка повідомляє, що до казанів із м'ясом кожний єврей підходив «зі своєю виделкою». У Китаї в цей час також користувалися «двозубцями», а в Греції принаймні з «гомерівської» доби були відомі п'ятизубці.
Археологи знайшли також чимало виделок римської доби — зокрема й невеликих за розміром та «складаних» (які вочевидь використовували вояки під час походів) — з одним, двома і більшою кількістю зубців. Ними не лише діставали шматки їжі з казана чи каструлі, а й користувалися за столом.
З падінням Римської імперії, на початку середньовіччя про виделку у Західній Європі забули. Натомість у Візантії ними продовжували користуватися. Візантійські, а також перські виделки були зазвичай двозубими.
Завдяки грекам західні європейці «заново відкрили» для себе виделки у X сторіччі. Небогу василевса Іоанна Цимісхія Феофано в 972 році видали заміж за володаря Священної Римської імперії Оттона II. В її посагу були й виделки, які вона привезла з собою до Італії, а потім до Німеччини. В 1003 році дружиною Джованні Орсеоло, сина венеційського дожа, стала гречанка Марія Аргірополіна. Її столові прибори були з золота і справили таке враження на теолога Петра Даміані, що той перетворив їх на символ розбещеності і гріховності. Даміані навіть стверджував, що смерть Марії, її чоловіка та сина від чуми були Божою карою за її надмірну пиху і користування виделкою.
Містичний жах перед «грецьким запозиченням» відчували і звичайні миряни. Не лише тому, що вважали виделку «зайвим» столовим прибором. Надто очевидною була схожість між нею та вилами — атрибутом диявола та чортів. Для того, щоб подолати цей жах знадобилися сторіччя. Спочатку до виделки призвичаїлися лише італійці — переважно аристократи, що не поділяли забобонів простолюду. За знаттю тягнувся і «середній клас» — торговці і промисловці.
Деякі дослідники вважають, що поширенню виделки в містах сприяло й те, що тут був поширений інший столовий прибор, за допомогою якого їли макарони. Він нагадував шило (за іншою версією — гребінець) і зрештою був просто витіснений зручнішою виделкою.
Відродження перетворило Італію на взірець вже для всієї Західної Європи. Серед інших «італійських запозичень» була й виделка. Щоправда угорський король Матвій Корвін категорично відмовився від подарунка герцога Феррари, який надіслав йому цілий столовий набір. Але після того, як флорентійка Катерина Медічі стала дружиною французького володаря Генріха II, а після його передчасної смерті — регентшею при його синах, переваги виделки оцінили французи. І саме з Франції виделка поширилася усією Західною Європою.
Англійською мовою виделка була вперше описана Томасом Коріетом (англ. Thomas Coryat) в книзі про його італійські подорожі 1611 року, проте, широке застосування в Англії виделка отримала тільки в XVIII столітті. Цікаво, що католицька церква не вітала її використання.
На території України (яка тоді входила до складу Речі Посполитої) перші тризубі виделки з'явилися у XVII ст. (у XVIII ст. були поширені двозубні), хоча, звичайно, виделки використовували й раніше. Фактом порівняно пізнього впровадження виделок до ужитку пояснюють стародавній звичай мити руки до і після їди — тоді прийнято було їсти ножем, ложкою і просто руками.
У Росію виделка була завезена з Речі Посполитої на початку XVII ст. Лжедмитром І у багажі Марини Мнішек і була демонстративно використана під час бенкету в Грановитій палаті Кремля з нагоди одруження Лжедмитра з Мариною. Це викликало вибух обурення боярства та духівництва, послугувало одним із приводів до підготовки змови Шуйського. Вона стала вагомим аргументом, що доводила простому народу неросійське походження Лжедмитра (росіяни тоді користувалися тільки ложкою).
З часом форма виделки змінилася. Щоб гострі зубці не травмували їдців її вимушено почали робити дедалі коротшою, ширшою і тупішою. Виделкою почали не лише наколювати шматки страви, а й відокремлювати їх краєм виделки. За її допомогою їли не лише м'ясо чи рибу, а й розсипчасті страви і гарніри. Для цього двозуба виделка вже не підходила. В неї з'явився третій зубець і вона набула трохи зігнутої форми — подібної до ложки. Таке «вдосконалення» з'явилося в XVIII столітті у Німеччині, хоча насправді це могло відбутися майже автоматично, адже «прямі» виделки з м'якішого матеріалу самі з часом гнулися.
Найпоширенішу зараз чотиризубу столову виделку винайшов у 1770 році камергер неаполітанського короля Фердинанда IV Дженнаро Спадаччіні — вона виявилася найзручнішою для споживання місцевих макаронів. Неаполітанський винахід швидко поширився усією Європою. А потім — і світом.

## У культурі

### Прислів'я
- Хоч куліш, аби виделками